# Kanton Grimaud
Kanton Grimaud (fr. Canton de Grimaud) je francouzský kanton v departementu Var v regionu Provence-Alpes-Côte d'Azur. Tvoří ho pět obcí.

## Obce kantonu
- Cogolin
- Grimaud
- La Garde-Freinet
- Plan-de-la-Tour
- Sainte-Maxime